# 斯蒂芬妮·库克
斯蒂芬妮·杰恩·库克（英語：Stephanie Jayne Cook，1972年2月7日—），英国女子现代五项运动员。她曾获得2000年夏季奥运会现代五项比赛女子个人金牌，成为首位女子个人现代五项奥运冠军。